# Nomada cypriaca
Nomada cypriaca là một loài Hymenoptera trong họ Apidae. Loài này được Schwarz mô tả khoa học năm 1999.